# 1000000000 (عدد)
1000000000 بالفرنسية وبعض الإنكليزية مليار وبالإنجليزية بليون، وهو العدد الذي يلى الرقم 999,999,999 ويسبق الرقم 1,000,000,001.
ويكتب بالطريقة العلمية 109. ويمكن التعبير عنه في الكميات الفيزيائية بالجيجا.

## في الرياضيات

### الأعداد التي بين(1,000,000,000–999,999,999)
- 1073741824 = 230
- 1162261467 = 319
- 1220703125 = 513
- 2147483648 = 231
- 2176782336 = 612
- 3486784401 = 320
- 4294967296 = 232
- 6103515625 = 514
- 6975757441 = 178
- 8589934592 = 233